# اپفلدورف
اپفلدورف (به آلمانی: Apfeldorf) یک شهر در آلمان است که در بایرن واقع شده‌است.

## خصوصیات
اپفلدورف ۱۲٫۳۱ کیلومترمربع مساحت دارد ۶۶۶ متر بالاتر از سطح دریا واقع شده‌است.